# Comic High!
Comic High! (コミック・ハイ!, Komikku Hai!) est un magazine de prépublication de mangas publié au Japon par Futabasha. La première parution est issue d'un numéro spécial du Weekly Manga Action, mais est depuis une anthologie indépendante. La première publication a eu lieu le 2 mars 2004 en tant que premier magazine shōjo pour hommes. Le logo et le site officiel du magazine le décrivent d'ailleurs comme « Des comics féminins, pour les garçons et les filles ». La cible éditoriale du magazine est les lecteurs masculins de 18 à 35 ans.

## Mangas sérialisés
- Aitama
- Akatsuki-iro no Senpuku Majo (en)
- Arina
- BadeMayo
- Chu-Bra!! (en)
- Devil na Ebiru
- Gakuen Polizi
- Girl Friends
- High School Girls (en)
- Hitohira (en)
- Hon Uru Shōjo
- Oniichan no koto nanka zenzen suki janain dakara ne!! (en cours)
- Kodomo no jikan
- MachiMachi
- Mii-tan
- Miman Renai (en)
- My Big Family
- Oniichan Control
- Otaku girls (en cours)
- Potemayo (en)
- Sora☆Miyo
- TsubuLala
- Umi monogatari